# Reeves Pulley Company

Foto vom Werk von etwa 1910

Reeves Pulley Company war ein US-amerikanischer Hersteller von Automobilen und Motoren.

## Unternehmensgeschichte
William F. Reeves gründete 1890 zusammen mit seinen drei Söhnen Marshall, Milton und Girnie das Unternehmen. Der Sitz war in Columbus in Indiana gegründet. Milton Reeves hatte ein stufenloses Getriebe entwickelt. Zwischen 1896 und 1898 stellte er Automobile her. Der Markenname lautete Reeves. Danach beschränkte sich die Produktion auf Getriebe und Motoren.
1905 belief sich die Jahresproduktion an Motoren auf rund 500 Stück. In dem Jahr bestellte Alexander Y. Malcomson von der Aerocar Motor Company 500 Motoren. Er nahm sie aber nicht alle ab. Daraufhin beschloss Reeves, wieder selber Fahrzeuge herzustellen. 1910 endete die Serienfahrzeugproduktion. Bis 1912 entstanden noch einige besondere Fahrzeuge.
1912 kaufte die Emerson-Brantingham Company das Unternehmen auf.

## Produkte
Das erste Fahrzeug von 1896 wurde Motocycle genannt. Trotz des Namens hatte es vier Räder. Der Motor kam von Sintz. Ein Schalldämpfer zur Geräuschreduzierung und ein künstlicher Pferdekopf sollten helfen, dass Pferde nicht erschreckten. 1897 folgten fünf Fahrzeuge. Alle hatten das stufenlose Getriebe und zwei Ketten zur Kraftübertragung. Einige hatten einen Sintz-Motor, andere einen selbst entwickelten Motor mit Luftkühlung.
Um 1900 stellte Reeves luftgekühlte Vierzylindermotoren her. Abnehmer waren neben Aerocar Chatham, Maplebay und Marion Motor Car Company.
Ab 1905 standen zunächst zwei Fahrzeugmodelle im Sortiment. Das Modell mit Vierzylindermotor hatte Kardanantrieb und das Modell mit Sechszylindermotor Kettenantrieb. Eine Abbildung zeigt einen offenen Tourenwagen.
1907 ergänzte ein Highwheeler namens Go-Buggy das Angebot. Er hatte einen luftgekühlten Zweizylindermotor. 101,6 mm Bohrung und ebenfalls 101,66 mm Hub ergaben 1647 cm³ Hubraum und 10 PS Leistung. Der Motor trieb über zwei Ketten die Hinterachse an. Das Fahrgestell hatte 183 cm Radstand. Der Neupreis betrug 450 US-Dollar ohne Karosserie. Wenn der Kunde eine Karosserie wünschte, so montierte Reeves einen von einem örtlichen Karosseriehersteller gefertigten Aufbau. Überliefert sind offene Viersitzer.
1911 entstand ein Octoauto genanntes Fahrzeug mit acht Rädern. Die Basis bildete ein Fahrgestell von Overland von 1910. Es wurde anlässlich des Autorennens Indianapolis 500 1911 der Öffentlichkeit präsentiert. Der Vierzylindermotor mit 111,125 mm Bohrung, 114,3 mm Hub und 4434 cm³ Hubraum war mit 30,6 PS angegeben. Der Radstand betrug 457 cm und die Gesamtlänge 630 cm. Der Neupreis war mit 3200 Dollar angegeben. Es ist unklar, ob es Käufer gab.
1912 folgte mit dem Sextoauto eine Ausführung mit sechs Rädern. Diese Wagen hatten eine Vorder- und zwei Hinterachsen. Ein Fahrzeug hatte das Fahrgestell eines Octoauto, bei dem eine vordere Achse entfernt wurde. Ein zweites Fahrzeug basierte auf einem Fahrgestell von der Stutz Motor Car Company of America. Genannt wird ein Vierzylindermotor mit 120,65 mm Bohrung, 139,7 mm Hub, 6388 cm³ Hubraum und 36,1 PS. Die Tourenwagen boten Platz für fünf Personen. Die Wagen kosteten bis zu 5000 Dollar. Es ist aber kein Verkauf bekannt. Anzeigen  geben eine Reeves Sexto-Octo Company an.